# Saw 3D
Saw 3D, tidigare känd som Saw VII, är en amerikansk skräckfilm i 3D från 2010, regisserad av Kevin Greutert och skriven av Patrick Melton och Marcus Dunstan. Skådespelare i filmen är bland andra Tobin Bell, Costas Mandylor, Betsy Russell, Cary Elwes och Chester Bennington från rockbandet Linkin Park. Det är den sjunde delen i Saw-serien, och den enda i 3D. Filmen hade premiär den 29 oktober 2010. 
Saw V:s regissör, David Hackl, skulle egentligen regissera filmen, men två veckor innan inspelningen så gjordes det officiellt att Kevin Greutert, som regisserade Saw VI, skulle regissera.
Vid produktionen av Saw 3D var en åttonde del i serien planerad, men efter att Saw VI misslyckades att dra in lika mycket pengar som de tidigare filmerna, sade man Saw 3D skulle bli den sista filmen i serien, och manuset för Saw VIII vävdes därför in i manuset för Saw 3D. Men 2016 drog produktionen av Jigsaw igång och den hade premiär på bioduken Halloween 2017.

## Handling
I en flashback-sekvens från den första filmen, kryper Lawrence Gordon (Cary Elwes) iväg från badrummet för att hitta hjälp efter att ha sågat av sig foten. På vägen upptäcker han ett ångrör och använder det för att kauterisera sin fotstump. I nutiden vaknar Ryan och Brad (Jon Cor och Sebastian Pigott) upp i ett skyltfönster i ett shoppingområde framför en folksamling, med sina handleder fastknutna i ett arbetsbord. Framför de båda finns en cirkelsåg, och deras gemensamma älskarinna, Dina (Anne Lee Greene), är upphängd ovanför en tredje såg. Jigsaws docka berättar för dem att de antingen kan döda varandra eller låta Dina dö. Efter att de upptäckt hennes svek, bestämmer de sig för att rädda sig själva och låta henne bli ihjälsågad.
Jill Tuck (Betsy Russell) går till Matt Gibson (Chad Donella), en polisdetektiv vid Mark Hoffmans (Costas Mandylor) distrikt och erbjuder sig att vittna mot Hoffman i utbyte immunitet och skydd. Under tiden kidnappar Hoffman fyra rasistiska skinheads och placerar dem i en fälla på en övergiven skrottipp som dödar dem alla. Sedan en samling av tidigare Jigsawöverlevare ägt rum, kidnappar Hoffman självhjälpsgurun Bobby Dagen (Sean Patrick Flanery), som nådde ära och berömmelse genom att falskeligen ange att han överlevt en Jigsawfälla. Hoffman skickar videos till Gibson under filmen och erbjuder honom kryptiska ledtrådar till hans plats och lovar att stoppa spelet om Jill ges till honom.
Bobby vaknar upp på ett övergivet mentalsjukhus och blir informerad om att hans fru Joyce (Gina Holden) också blivit kidnappad och kommer att dö om han inte räddar henne inom 60 minuter. Efter att ha flytt ur en bur hängande över ett golv fullt av spikar, navigerar sig Dagen fram genom mentalsjukhuset och hittar sin publicist Nina (Naomi Snieckus), sin advokat Suzanne (Rebecca Marshall), och sin nära vän Cale (Dean Armstrong), alla i fällor som representerar deras respektive synder. Trots sina ansträngningar att rädda dem, dör alla tre. Gibson upptäcker snabbt var mentalsjukhuset ligger och skickar ett SWAT-team, som blir faststängda i en del av sjukhuset och dödade av giftgas. Gibson hittar även Hoffmans kommandocentral, där han upptäcker att Hoffman hackat polisens säkerhetskamerasystem, och blir dödad av en automatisk kulspruta, tillsammans med båda sina män. Hoffman, som poserat som ett lik vid skrottippen, infiltrar polishögkvarteret och dödar Dr. Heffner (James Van Patten), Detective Rogers (Laurence Anthony) och ett flertal andra poliser innan han hittar Jill. Efter en kort kamp sätter han fast henne på samma sätt som hon satte fast honom och placerar sedan Den omvända björnfällan på hennes huvud, vilket dödar henne.
Efter att ha tvingats dra ut två av sina tänder för att få kombinationen till en låst dörr, lyckas Dagen nå Joyce och är tvungen att köra in två krokar genom sina bröstmuskler, fällan som han sa sig ha överlevt, sedan dra sig upp i kedjorna för att deaktivera fällan. Krokarna river dock sönder hans muskler och han ramlar i backen och en mässingstjurskapsel slår igen sig runt Joyce och bränner henne levande. Alldeles efter att Hoffman förstört sin arbetsplats, blir han fångad av tre figurer maskerade med grismasker och ledaren avslöjar sig vara Lawrence Gordon. Flashbacks avslöjar att John Kramer (Tobin Bell) hittade Lawrence vid ångröret och hjälpte honom att återhämta sig, och Lawrence hade i smyg jobbat med John sedan dess. Han hade i uppgift att vaka över Jill efter Johns död och att vidta åtgärder om någonting hände henne, och tar Hoffman till badrummet från första filmen och kedjar fast honom i fotleden. Han kastar iväg bågfilen som han sågat av sig foten med och lämnar sedan Hoffman i badrummet.                 

## Skådespelare
| Skådespelare         | Karaktär      | Tidigare medverkan |
| -------------------- | ------------- | ------------------ |
| Tobin Bell           | Jigsaw        | Saw VI             |
| Costas Mandylor      | Mark Hoffman  | Saw VI             |
| Betsy Russell        | Jill Tuck     | Saw VI             |
| Cary Elwes           | Dr. Gordon    | Saw                |
| Sean Patrick Flanery | Bobby Dagen   | N/A                |
| Gina Holden          | Joyce         | N/A                |
| Chad Donella         | Gibson        | N/A                |
| Laurence Anthony     | Rogers        | N/A                |
| Dean Armstrong       | Cale          | N/A                |
| Naomi Snieckus       | Nina          | N/A                |
| Chester Bennington   | Evan          | N/A                |
| Rebecca Marshall     | N/A           | N/A                |
| Elizabeth Rowin      | N/A           | N/A                |
| Jon Cor              | Ryan          | N/A                |
| James Van Patten     | Dr. Heffner   | Saw VI             |
| Tanedra Howard       | Simone        | Saw VI             |
| Shauna MacDonald     | Tara          | Saw VI             |
| Larissa Gomes        | Emily         | Saw VI             |
| Greg Bryk            | Mallick       | Saw V              |
| Joris Jarsky         | Seth Baxter   | Saw V              |
| Noam Jenkins         | Michael Marks | Saw IV             |

## Produktion

### Utveckling
Veckotidningen Variety rapporterade i juli 2009 att Lionsgate givit Saw 3D (då kallad Saw VII) grönt ljus. De avslöjade också att David Hackl skulle återvända som regissör, hans senaste film var Saw V. Producenterna Mark Burg och Oren Koules, och manusförfattarna Patrick Melton och Marcus Dunstan återvände också. Brian Gedge ersatte seriens filmfotograf David Armstrong. Förproduktionen började den 4 september 2009. Enligt Melton så var filmens arbetstitel "Saw: Endgame". Från början så var två uppföljare planerade efter sexan, men i december 2009 uppgav Melton via en Brittisk radiointervju att Saw 3D var den sista delen och att den skulle ge svar på alla obesvarade frågor från tidigare filmer, bland annat vad som hände med första filmens huvudperson, Dr. Gordon och andra överlevare från tidigare filmer, samt ge en slutgiltig resolution till serien. Den planerade Saw VIII:s handling vävdes in i Saw 3D; mest på grund av Saw VI:s misslyckande att dra in lika mycket pengar som de tidigare filmerna. Den 22 juli i en intervju med USA Today, bekräftade producenterna att Saw 3D officiellt skulle avsluta serien. 
Serien fick dock efter några år en fortsättning med Jigsaw, som hade premiär 2017.

### Rollfördelning
Rollfördelningen började i mitten av december, 2009. Den 22 februari 2010 stod Cary Elwes med på Toronto Film & Televisions officiella lista över medverkande i Saw 3D, men hans namn försvann från listan den 8 mars, tillsammans med ett antal andra namn. Följande månad så bekräftade dock Lionsgate hans återvändo som Dr. Gordon, senast sedd i den första filmen. Dunstan och Melton sade att Elwes var på plats och filmade in nya scener. Den 3 mars gjordes det officiellt att Chad Donella skulle vara med i filmen. Lionsgate släppte den officiella rollistan den 25 april. Sean Patrick Flanery spelade huvudpersonen Bobby Dagen. Gabby West, vinnaren av den andra säsongen av tv-serien "Scream Queens", en reality-serie, fick en roll i filmen. Chester Bennington, sångaren i nu-metalbandet Linkin Park fick också en roll i filmen.

### Filmandet i 3D
De tidigare filmernas budget hade aldrig överstigit 11 miljoner dollar (cirka 78 700 000 kr), men eftersom Saw 3D filmades i 3D så blev filmen den dittills dyraste filmen i serien, med en budget på ungefär 17 miljoner dollar (121 700 000 kr). Filmningen började i Toronto den 8 februari 2010, medan scenerna med "fällorna" började spelas in den 8 mars. Filmen var slutfilmad den 12 april 2010. Den spelades in helt i 3D, med hjälp av kamerasystemet SI-3D; istället för att spela in filmen på vanligt vis och sedan överföra materialet till 3D. Omgivningen och fällorna designades därför om för att utnyttja detta. Innan de valde 3D, så tittade Burg och några andra på den första Saw-filmen omvandlad till 3D och blev nöjda, vilket ledde till att den sjunde filmen skulle spelas in i 3D.

### Fällor
Producenten Oren Koules berättade för skräcksajten ShockTilYouDrop.com att det skulle vara elva fällor i Saw 3D, mer än i någon annan tidigare film i serien. Det är en "fälla" i filmen som producenterna inte tillät i tidigare Saw-filmer, för att den var för brutal. I en senare intervju så kallade Melton den för "Garage-fällan", och den innehåller en bil som sätter igång en kedjereaktion.

### Release och marknadsföring
Saw 3D skulle egentligen gå upp på bio den 22 oktober 2010, men blev framskjuten till den 29 oktober. Filmen har fått en NC-17-gräns i USA (17-årsgräns).
Den 8 juli 2010, på Comic Con i San Diego, meddelade Lionsgate att filmen skulle heta Saw 3D: The Traps Come Alive. Nästa dag sa dock Burg och Koules att The Traps Come Alive enbart var en tagline.

## Mottagande
- Ciné.se [1]
- Dalarnas Tidningar [2]
- Expressen [3]
- Kulturnyheterna [4]
- Moviezine [5]
- Nerikes Allehanda [6]